# جوزيف بنجامين
جوزيف بنجامين (بالإنجليزية: Joseph Benjamin)‏ هو ممثل نيجيري، ولد في 9 نوفمبر 1976 في نيجيريا.

## وصلات خارجية
- جوزيف بنجامين على موقع IMDb (الإنجليزية)
- جوزيف بنجامين على موقع قاعدة بيانات الفيلم (الإنجليزية)